# Lejla Ganic
Lejla Ganic (geboren im 20. Jahrhundert) ist eine Innenarchitektin und Kostümbildnerin, die 2013 am Wiener Burgtheater arbeitete.

## Leben
Sie gestaltete 2013 die Kostüme für zwei Matthias-Hartmann-Produktionen während dessen Burgtheater-Direktion: Die letzten Zeugen und Spatz und Engel. Beide Stücke stehen nach wie vor am Spielplan des Burgtheaters. Spatz und Engel ist ein musikalischer Abend, der die Beziehung zwischen Édith Piaf und Marlene Dietrich nachzuerzählen versucht. Er wurde erstmals am 28. April 2013 als Benefiz-Gala für die Initiative Nein zu Arm und Krank aufgeführt und im Herbst desselben Jahres ins Repertoire aufgenommen. Die Produktion gastierte auch am Schauspielhaus Graz, in Bozen und Meran. Das Zeitzeugenprojekt Die letzten Zeugen (anlässlich des 75-jährigen Jahrestags der Novemberpogrome 1938 des NS-Regimes) wurde auch zum Berliner Theatertreffen, ans Staatsschauspiel Dresden, ans Deutsche Schauspielhaus Hamburg und ans Schauspiel Frankfurt eingeladen. 2015 war Ganic mit Kostümmitarbeit für die Barbara Frey-Inszenierung von Gombrowicz Yvonne, die Burgunderprinzessin am Schauspielhaus Zürich betraut. Im Oktober 2015 gestaltete sie die Kostüme für Heiner Müllers Hamletmaschine im Vestibül des Burgtheaters, es inszenierte Christina Tscharyisky.
Am Wiener Kohlmarkt gestaltete Ganic 2014 das Modegeschäft GIL Couture, die Ausführung oblag den Wiener Werkstätten. Der Style Guide schrieb: „Die 135 Quadratmeter zeugen nicht nur modisch, sondern auch architektonisch von exquisitem Geschmack.“